# 阿里山風雲

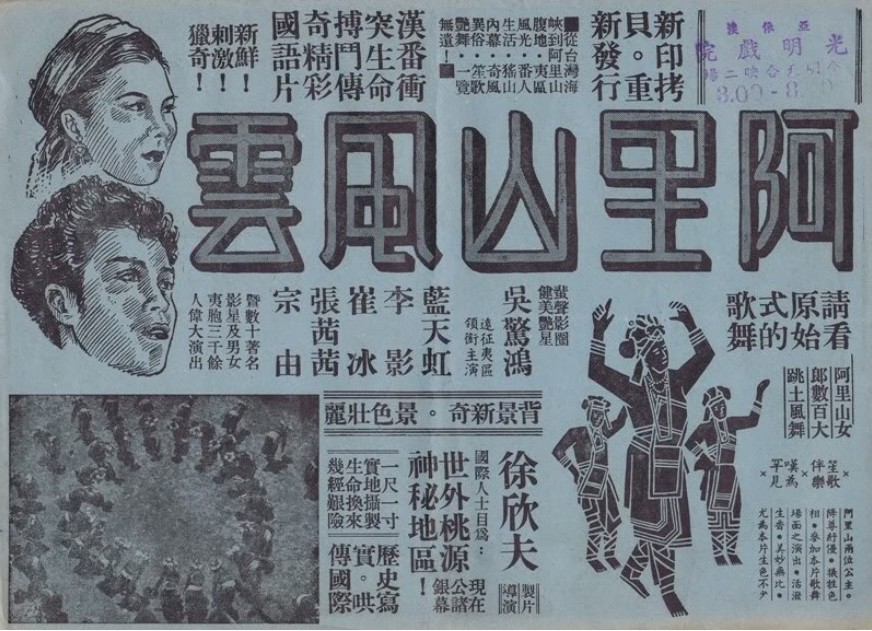
《阿里山風雲》的宣傳海報。

《阿里山風雲》，是一部由張英及張徹導演，上映於1950年的劇情電影。該片的插曲包含高山青等作品。目前僅存20多分鐘的片段。

## 拍攝過程
在中華民國政府遷往臺灣後，臺海兩岸斷航，上海與臺灣間的交通聯絡宣告中斷；上海國泰影業公司原欲在臺設立分部，《阿里山風雲》劇組也已抵達當地，但主導者上海柳氏兄弟因該情勢而決定放棄。於是，經安排協調，在少數人員返回上海的情況下，劇組人員開始在當地接洽徐欣夫主導拍攝事務，並自中華民國國軍借調各軍種之演劇隊、藝工隊隊員，又將拍攝人員帶往太魯閣，以借用當地原住民的歌舞特色及自然風景，在張瑛、張徹聯合導演下拍攝以吳鳳傳說為故事主軸的電影。

## 上映及觀眾反應
1950年2月16日，《阿里山風雲》在臺北中山堂進行首次放映，並賣出大多座位；當日15下午3時，女主角崔冰、吳驚鴻、張茜西到場剪綵，並委由台北合唱團登台演唱該片序曲阿里山頌（丘斌存作詞，張徹作曲）。1959年，該片在美國紐約華埠上映，女主角之一的吳驚鴻並隨片登台，引起觀眾熱烈反應。

## 演員列表
- 李影 飾演 吳鳳
- 吳驚鴻 飾演 娃娜
- 李果 飾 「山美吉」族長
- 藍天虹 飾 奧哥
- 井淼 飾 撒都
- 曾藝 飾 葛娜
- 張茜西 飾 美西
- 趙明 飾 「摩」
- 周藍萍 飾 韋爾
- 彭世偉 飾 「達偉亞」族長及「伯夷」
- 崔冰 飾 卡影
- 田豐 飾 青年
- 魏平澳 飾 老年縣太爺
- 喬宏[2]

## 插曲
- 阿里山頌（大合唱）
- 椰樹高（又作《椰樹情歌》，女聲獨唱）
- 高山青（男女二部合唱，女聲唱主旋律，男聲唱合聲）[1]

## 外部連結
- 互联网电影数据库（IMDb）上《阿里山風雲》的资料（英文）
- 豆瓣电影上《阿里山風雲》的資料 （简体中文）
- 阿里山風雲（殘本） - VCenter - 中央研究院 （页面存档备份，存于）
- 高山青起點…阿里山風雲幕後故事＠戀上老電影…粟子的文字與蒐藏｜PChome 個人新聞台 （页面存档备份，存于）